# Cantone di L'Ouest agenais
Il Cantone di L'Ouest agenais è una divisione amministrativa dell'Arrondissement di Agen.
È stato costituito a seguito della riforma approvata con decreto del 26 febbraio 2014, che ha avuto attuazione dopo le elezioni dipartimentali del 2015.

## Composizione
Comprende gli 11 comuni di:
- Aubiac
- Brax
- Colayrac-Saint-Cirq
- Estillac
- Laplume
- Marmont-Pachas
- Moirax
- Roquefort
- Saint-Hilaire-de-Lusignan
- Sainte-Colombe-en-Bruilhois
- Sérignac-sur-Garonne